# 겸손

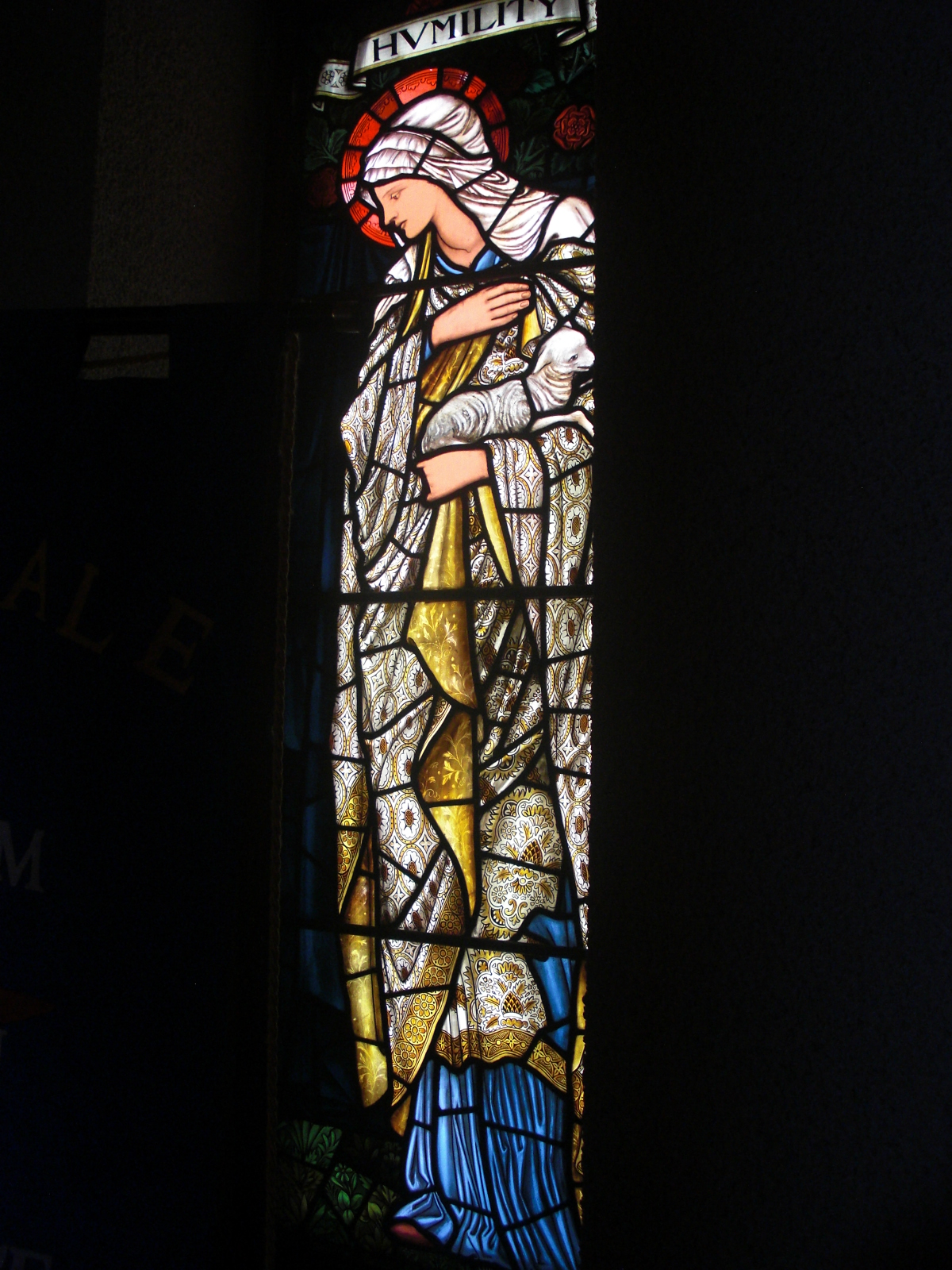
에드워드 번존스 작, 스테인드 글라스 창에서 겸손의 표현.

겸손(謙遜)은 다양한 행위 또는 다른 사람과 관련하여 자신을 낮추거나, 반대로 맥락에서 하나의 장소에 대한 명확한 관점과 존경을 갖는 자세로 볼 수 있다. 종교적 맥락에서 이는 종교의 구성원으로 은총으로 신, 하나의 결함 허용 및 제출과 관련하여 자기의 인식을 의미할 수 있다. 종교 외적으로는, 겸손은 과도한 허영의 자제로 정의하고, 도덕/윤리적 차원일 수 있다.

## 같이 보기
- 치욕
- 겸손의 성모
- 바리사이와 세리
- 수치, 겸손, 겸허의 그리스 여신, 아이도스.

## 참고 자료
- Humility: The Beauty of Holiness, by 앤드루 머리.

 본 문서에는 현재 퍼블릭 도메인에 속한 1913년 가톨릭 백과사전의 내용을 기초로 작성된 내용이 포함되어 있습니다.